# گینه اسپانیا
گینه اسپانیایی (به اسپانیایی: Guinea Española) به‌مجموعه‌ای از سرزمین‌های جزیره‌ای و قاره‌ای زیر استعمار اسپانیا از سال ۱۷۷۸ میلادی در خلیج گینه و خلیج بیافرا در مرکز آفریقا گفته می‌شد. در سال ۱۹۶۸ میلادی این جغرافیا زیر نام گینهٔ استوایی به‌استقلال می‌رسد.